# (172734) Giansimon
(172734) Giansimon est un astéroïde de la ceinture principale.

## Description
(172734) Giansimon est un astéroïde de la ceinture principale. Il fut découvert le 10 février 2004 à San Marcello Pistoiese par Luciano Tesi et Giancarlo Fagioli. Il présente une orbite caractérisée par un demi-grand axe de 2,53 UA, une excentricité de 0,13 et une inclinaison de 7,0° par rapport à l'écliptique.

## Compléments